# 格拉沃利讷的运河，朝向大海

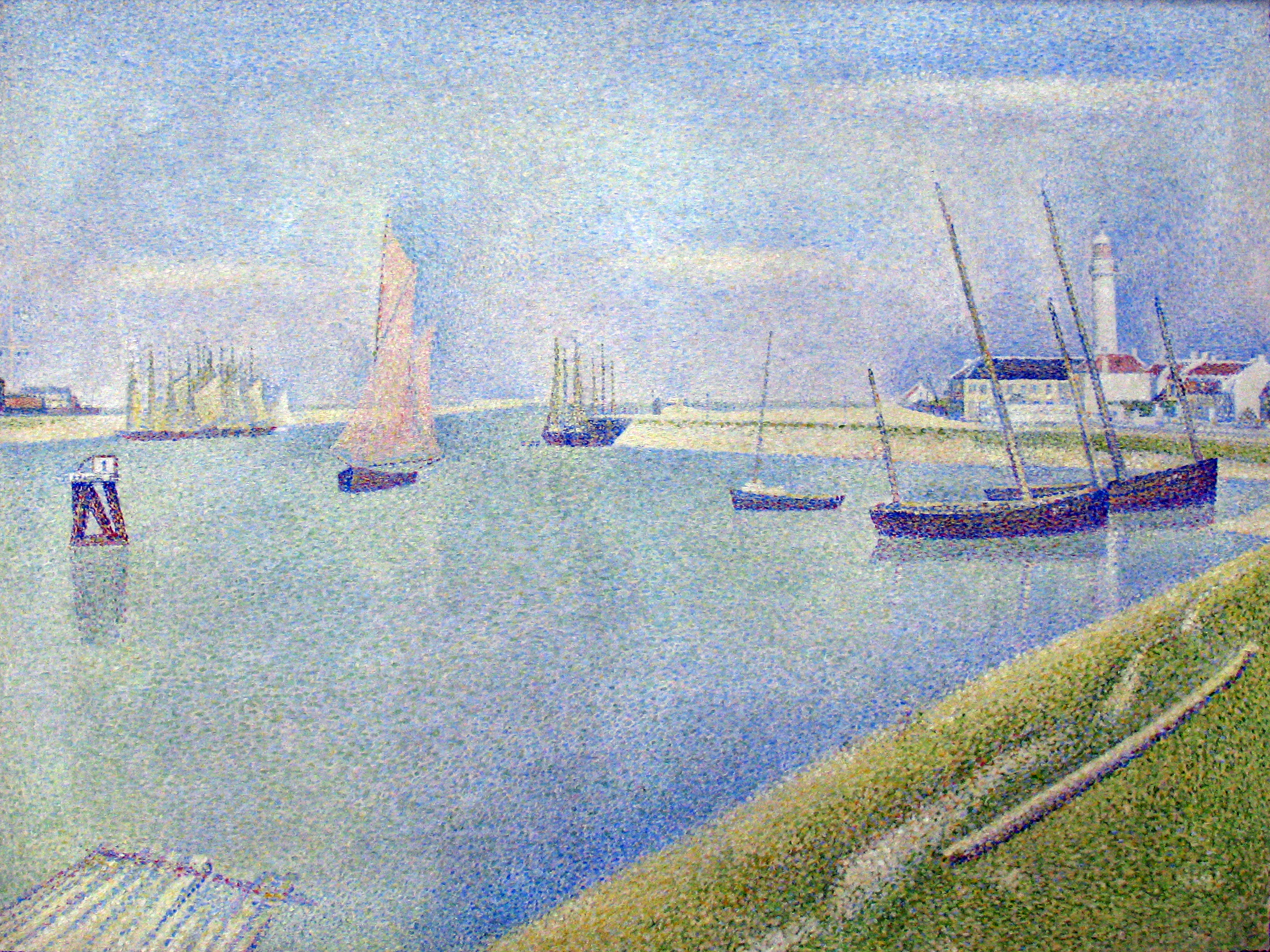

《格拉沃利讷的运河，朝向大海》是法国画家乔治·修拉的一幅风景油画，画幅为73厘米乘93厘米，绘于1890年。
这幅画现藏于荷兰海尔德兰省埃德市的奥特洛的克勒勒-米勒博物馆（Kröller-Müller Museum）。
1890年夏天，修拉在法国北部靠近比利时边境的一个港口小镇格拉沃利讷度过，在那里画了四幅点彩画派风格的风景画。这四幅作品都创作于1890年：
- 《格拉沃利讷的运河》（Le Chenal de Gravelines），现藏于法国圣特罗佩的圣母领报博物馆（musée de l'Annonciade）。
- 《格拉沃利讷的运河，朝向大海》（Le Chenal de Gravelines, en direction de la mer）。
- 《格拉沃利讷的运河，小菲利普堡》（Le Chenal de Gravelines, Petit Fort Philippe），现藏于美国印第安纳波利斯的印第安纳波利斯艺术博物馆。
- 《格拉沃利讷的运河，一天晚上》（Le Chenal de Gravelines, un soir），现藏于纽约的现代艺术博物馆。